# Rhein-Pfalz-Kreis
Der Rhein-Pfalz-Kreis (bis zum 31. Dezember 2003 Landkreis Ludwigshafen) ist eine Gebietskörperschaft im Südosten von Rheinland-Pfalz in der Metropolregion Rhein-Neckar. Sitz der Kreisverwaltung ist die kreisfreie Stadt Ludwigshafen am Rhein, die nicht Teil des Landkreises ist. Bevölkerungsreichste Kommune ist die verbandsfreie Stadt Schifferstadt.

## Geografie

### Geografische Lage
Der Rhein-Pfalz-Kreis liegt im Rheingraben (Oberrheinische Tiefebene).

### Nachbarkreise
Durch seine Lage innerhalb der Metropolregion Rhein-Neckar mit vielen benachbarten kreisfreien Städten und der angrenzenden Lage am Rhein, ist der Rhein-Pfalz-Kreis von vielen unterschiedlichen Gebietskörperschaften umgeben, die zudem drei Bundesländern angehören.
Innerhalb des Bundeslandes Rheinland-Pfalz grenzt der Landkreis an folgende Gebietskörperschaften (im Uhrzeigersinn, beginnend im Norden):
Kreisfreie Stadt Worms,
Kreisfreie Stadt Frankenthal (Pfalz),
Kreisfreie Stadt Ludwigshafen am Rhein,
Kreisfreie Stadt Speyer,
Landkreis Germersheim,
Landkreis Südliche Weinstraße,
Kreisfreie Stadt Neustadt an der Weinstraße,
Landkreis Bad Dürkheim.
Im Osten bildet der Rhein die Landesgrenze zu den Bundesländern Hessen und Baden-Württemberg, mit Ausnahme der linksrheinischen Kollerinsel, die zu Baden-Württemberg gehört. Beginnend im Norden grenzt der Landkreis an den Landkreis Bergstraße (in Hessen), den Stadtkreis Mannheim, den Rhein-Neckar-Kreis und den Landkreis Karlsruhe (alle in Baden-Württemberg).

### Klima
Es herrscht ein sehr mildes Klima. Der durchschnittliche Jahresniederschlag beträgt weniger als 500 mm. Im Sommer ist es oft heiß und schwül, dazu gibt es häufig starke Gewitter. Im Winter ist die Region schneearm.

## Geschichte
Im Jahre 1886 wurde das Bezirksamt Ludwigshafen gegründet. Dieser Gründungsakt war eine der letzten Amtshandlungen des bayerischen Königs Ludwig II. Da die Bevölkerung im damaligen Bezirksamtes Speyer stark angewachsen war, war eine Teilung dieses Bezirksamtes notwendig geworden. Am 1. März 1920 wurde die Stadt Ludwigshafen am Rhein aus dem Bezirksamt Ludwigshafen ausgegliedert und erhielt den Status einer kreisunmittelbaren Stadt, ab 1935 Stadtkreis genannt. Aus dem Bezirksamt Ludwigshafen am Rhein ging 1939 der gleichnamige Landkreis hervor.
Die Gebietsreformen in Rheinland-Pfalz vom 7. Juni 1969 brachte einen vollkommenen Neuzuschnitt des Landkreises. Der alte Landkreis wurde mit
- allen Gemeinden des aufgelösten Landkreises Speyer
- den Gemeinden Beindersheim, Bobenheim am Rhein, Großniedesheim, Heßheim, Heuchelheim bei Frankenthal, Kleinniedesheim, Lambsheim, Maxdorf und Roxheim des aufgelösten Landkreises Frankenthal (Pfalz) sowie
- den Gemeinden Birkenheide und Rödersheim des aufgelösten Landkreises Neustadt an der Weinstraße

zu einem neuen Landkreis Ludwigshafen zusammengeschlossen, wobei Rödersheim mit Alsheim-Gronau zur Ortsgemeinde Rödersheim-Gronau vereinigt wurde. Die Ortsgemeinde Ruchheim schied am 16. März 1974 aus dem Landkreis aus und wurde in die kreisfreie Stadt Ludwigshafen am Rhein eingegliedert.
Am 19. Mai 2003 beschloss der Kreistag bei fünf Gegenstimmen, den Landkreis in „Rhein-Pfalz-Kreis“ umzubenennen. Laut einer Umfrage der Tageszeitung „Die Rheinpfalz“ waren 70 Prozent der Bürger gegen eine Änderung. Der von Landrat Werner Schröter vorangetriebene Namenswechsel sollte eine bessere Vermarktung für landwirtschaftliche Produkte, intensivere Werbung für gastronomische Angebote und eine stärkere Identifikation der Kreisbewohner bewirken. Am 27. August 2003 wurde die Namensänderung vom Mainzer Innenministerium genehmigt. Die entsprechende Urkunde nahm Landrat Schröter am 28. Oktober 2003 in Mutterstadt aus den Händen von Innenminister Walter Zuber entgegen. Die Änderung wurde am 1. Januar 2004 wirksam.

### Einwohnerstatistik
| Jahr | Einwohner | Quelle |
| ---- | --------- | ------ |
| 1885 | 51.923    | [ 7 ]  |
| 1900 | 90.474    | [ 8 ]  |
| 1910 | 118.130   | [ 8 ]  |
| 1925 | 40.346    | [ 8 ]  |
| 1939 | 30.168    | [ 8 ]  |
| 1950 | 35.365    | [ 8 ]  |
| 1960 | 42.300    | [ 9 ]  |
| 1970 | 117.400   | [ 10 ] |
| 1980 | 124.800   | [ 11 ] |

| Jahr | Einwohner | Quelle |
| ---- | --------- | ------ |
| 1990 | 135.200   | [ 12 ] |
| 2000 | 147.000   | [ 13 ] |
| 2010 | 148.475   |        |
| 2016 | 153.043   |        |
| 2020 | 164.038   | [ 14 ] |
| 2024 | 155.882   |        |

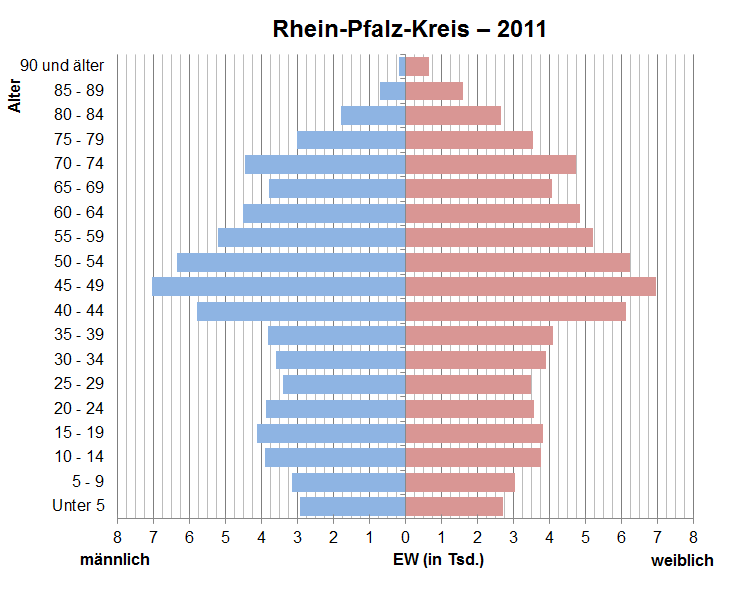
Bevölkerungspyramide für den Kreis Rhein-Pfalz-Kreis (Datenquelle: Zensus 2011)

Die Zahl der Einwohner ist demnach im beobachteten Zeitraum gestiegen.

### Konfessionsstatistik
Gemäß dem Zensus 2011 waren 36,9 % römisch-katholisch, 32,6 % der Einwohner evangelisch und 30,5 % waren konfessionslos, gehörten einer anderen Glaubensgemeinschaft an oder machten keine Angabe. Der Anteil der Protestanten und Katholiken an der Gesamtbevölkerung ist seitdem jährlich gesunken. Gemäß dem Zensus 2022 waren 29,5 % der Einwohner katholisch, 25,5 % evangelisch, und 45,0 % waren konfessionslos, gehörten einer anderen Glaubensgemeinschaft an oder machten keine Angabe. Februar 2025 waren von den Einwohnern 26,9 % katholisch, 23,1 % evangelisch und 50,0 % waren konfessionslos oder gehörten einer anderen Glaubensgemeinschaft an. In Rhein-Pfalz Kreis stellt die Gruppe derjenigen die Mehrheit, die einer sonstigen oder keiner öffentlich-rechtlichen Glaubensgemeinschaft angehört.

## Politik

### Kreisverwaltung

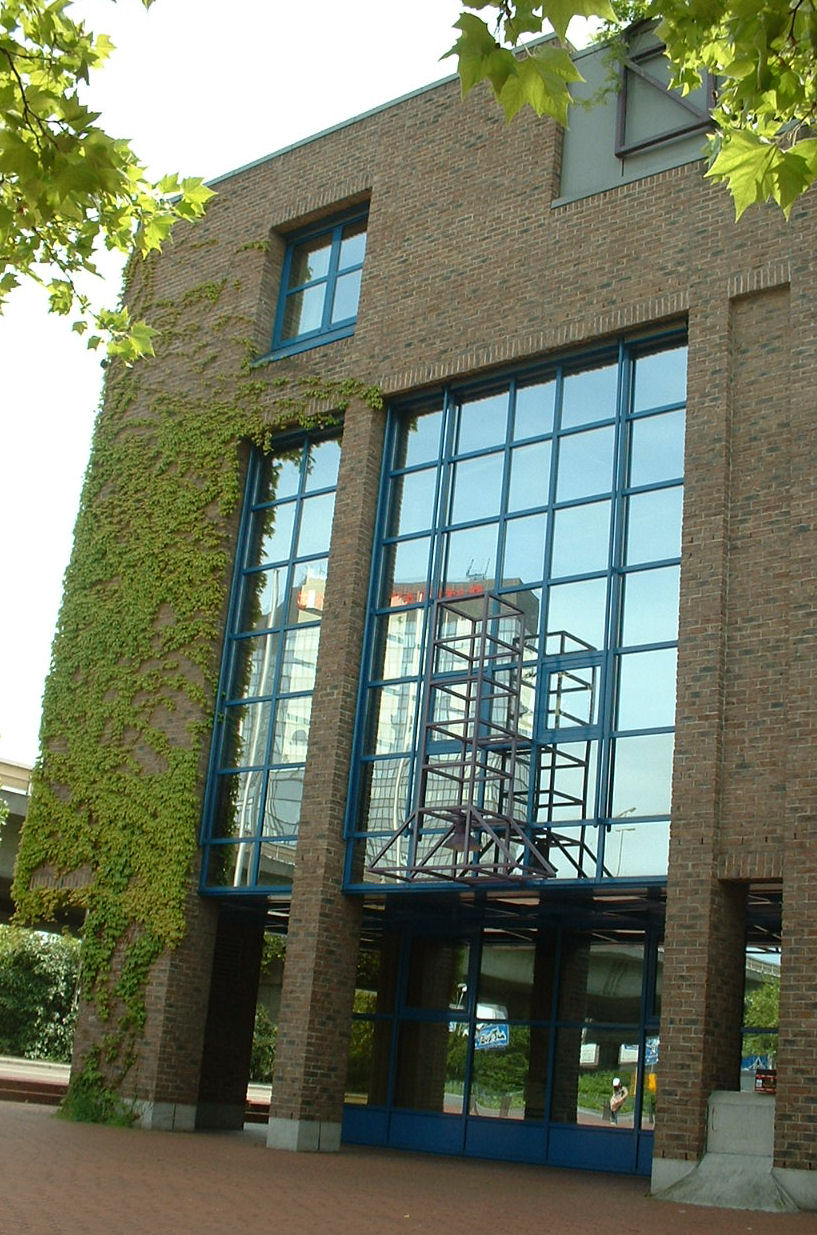
Kreishaus
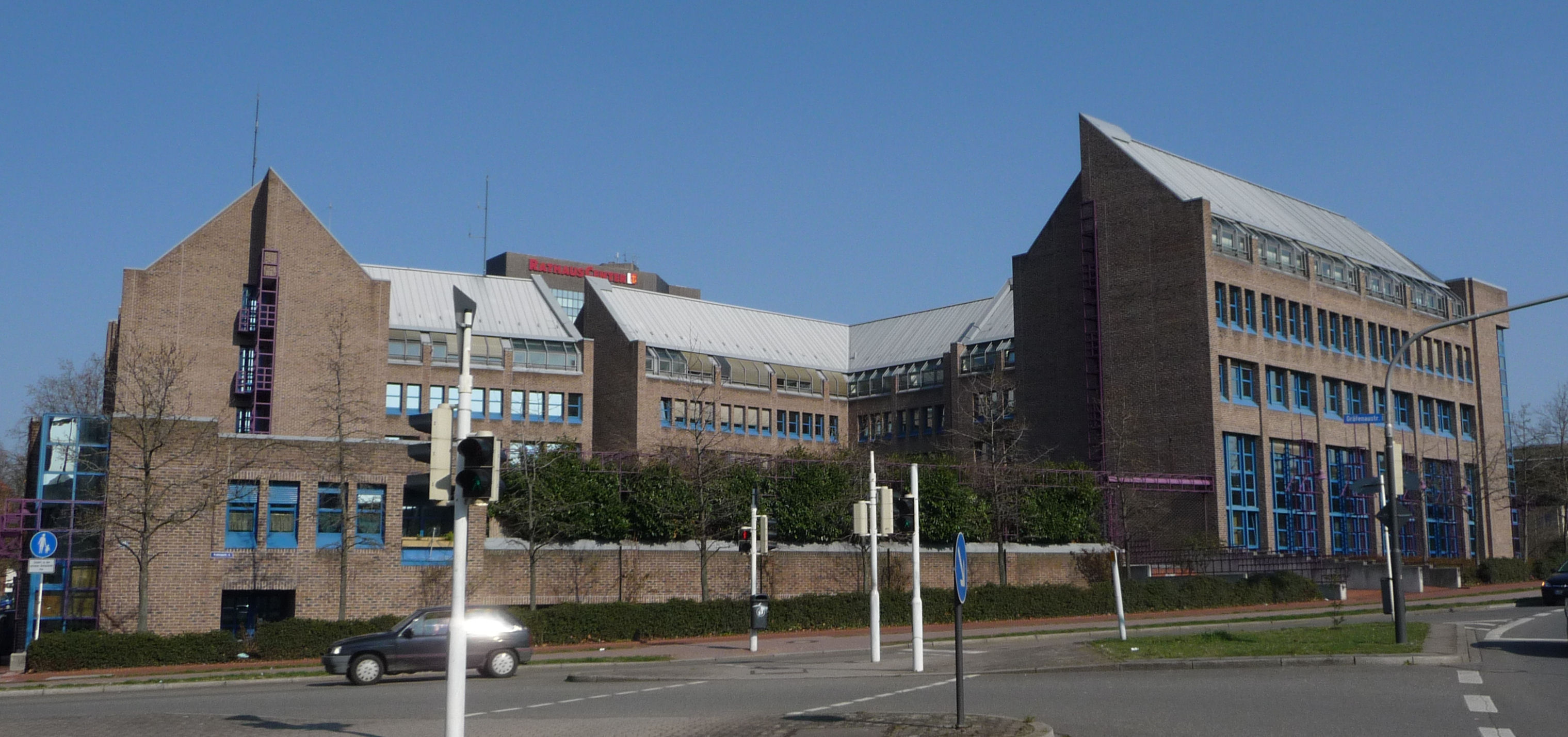
Westseite

Die Verwaltung des Rhein-Pfalz-Kreises befindet sich am Europaplatz in Ludwigshafen am Rhein.

### Kreistag
Der Kreistag des Rhein-Pfalz-Kreises besteht aus 50 in einer personalisierten Verhältniswahl gewählten Kreistagsmitgliedern und dem Landrat als Vorsitzendem.
Der Kreistag wurde zuletzt am 9. Juni 2024 gewählt:
| Parteien und Wählergruppen | % 2024 | Sitze 2024 | % 2019 | Sitze 2019 | % 2014 | Sitze 2014 |
| -------------------------- | ------ | ---------- | ------ | ---------- | ------ | ---------- |
| CDU                        | 31,9   | 15         | 30,7   | 16         | 38,9   | 19         |
| SPD                        | 20,3   | 10         | 21,4   | 11         | 29,3   | 15         |
| AfD                        | 17,8   | 9          | 11,5   | 6          | 7,8    | 4          |
| GRÜNE                      | 11,9   | 6          | 18,2   | 9          | 11,8   | 6          |
| FWG                        | 11,6   | 6          | 8,5    | 4          | 8,0    | 4          |
| FDP                        | 5,3    | 3          | 6,8    | 3          | 4,2    | 2          |
| DIE LINKE.                 | 1,2    | 1          | 3,0    | 1          | –      | –          |
| Gesamt                     | 100,0  | 50         | 100,0  | 50         | 100,0  | 46         |
| Wahlbeteiligung in %       | 67,2   | 67,2       | 65,1   | 65,1       | 57,5   | 57,5       |

Wegen des Zuwachses der Bevölkerung wurde 2019 die Zahl der Sitze im Kreistag von 46 auf 50 erhöht.

### Landräte
- 1946–194800Franz Theato – nur für Teilgebiet
- 1948–195600Rudolf Hammer (SPD) – nur für Teilgebiet
- 1956–196400Kurt Becker-Marx (SPD) – nur für Teilgebiet[20]
- 1964–196900Hermann Scherer (SPD) – nur für Teilgebiet
- 1969–198300Paul Schädler (CDU)
- 1983–200100Ernst Bartholomé (CDU)[21]
- 2001–200900Werner Schröter (SPD)
- 2009–000000Clemens Körner (CDU)

Am 5. März 2017 wurde Körner mit 68,9 Prozent der Stimmen für eine zweite Amtszeit wiedergewählt, die Wahlbeteiligung lag bei 38,8 Prozent.

### Wappen und Flagge

Hissflagge
Bannerflagge

Der Rhein-Pfalz-Kreis führt ein Wappen sowie eine Hiss- und Bannerflagge.
| Wappen von Rhein-Pfalz-Kreis | Blasonierung: „Im schräglinks durch einen silbernen Wellenbalken geteilten Schild nach oben rechts in Schwarz ein goldener, rotbewehrter, nach links schreitender Löwe, links unten in Blau ein silbernes schwebendes Kreuz, aufgelegt ein rotes Herzschild mit zwei goldenen Seerosenblättern, an sich zweimal kreuzenden Stängeln.“                          |
| Wappen von Rhein-Pfalz-Kreis | Wappenbegründung: Der Pfälzer Löwe steht für die kurpfälzischen Gebiete des Kreises und das Kreuz steht für die Gebiete des ehemaligen Hochstifts Speyer. Die Seerosenblätter symbolisieren die Auenlandschaft südlich von Ludwigshafen, der Wellenbalken den Rhein. Das Wappen wurde am 18. Januar 1971 genehmigt und am 28. Oktober 1977 farblich verändert. |

### Kreispartnerschaften
1964 mit Schnals und Naturns in Südtirol, Italien. Der Kreis Speyer brachte die Partnerschaften mit Schlanders und Martell, ebenfalls in Südtirol, mit ein.
1983 mit Kinyami, Ruanda
Nach der Wiedervereinigung entstand mit dem Saalkreis in Sachsen-Anhalt eine Partnerschaft
1991 mit Radviliškis in Litauen
2002 mit dem Kreis Opole in Polen.

## Wirtschaft und Infrastruktur

### Wirtschaft
Die Kaufkraft der Kreisbevölkerung liegt um 16 Prozent über dem Bundesdurchschnitt. Nur vier Prozent der Bruttowertschöpfung machen noch die Landwirtschaft aus. Wegen der überdurchschnittlich guten Anbaubedingungen hat das Kreisgebiet überregionale Bedeutung als „Gemüsegarten Deutschlands“.
Im Zukunftsatlas 2016 belegte der Rhein-Pfalz-Kreis Platz 194 von 402 Landkreisen, Kommunalverbänden und kreisfreien Städten in Deutschland und zählt damit zu den Regionen mit „ausgeglichenem Chancen-Risiko Mix“ für die Zukunft.

### Verkehr

Liniennetz (Stand: 2020)

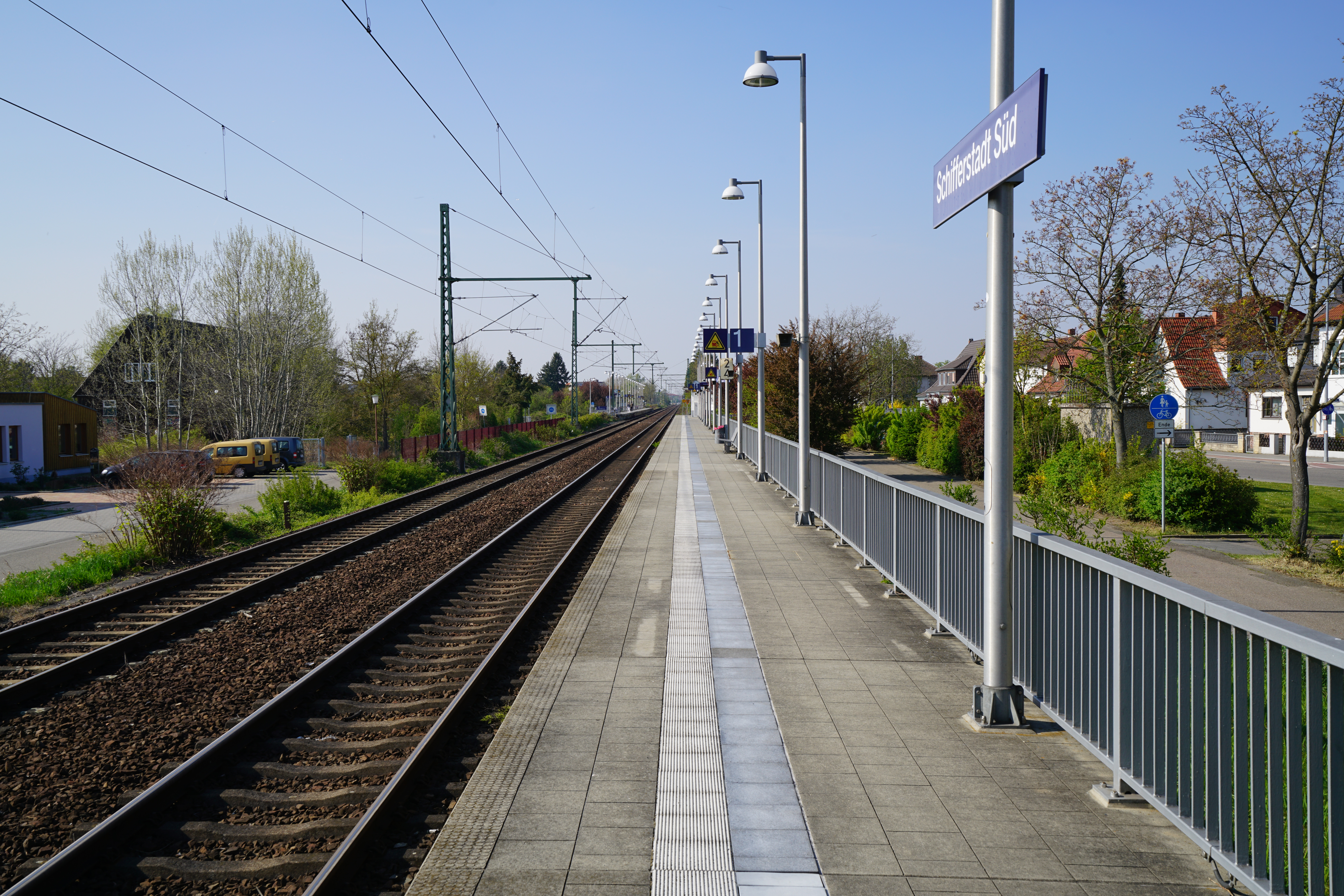
Haltepunkt Schifferstadt Süd: Die verbandsfreie Stadt Schifferstadt besitzt als einzige Kommune im Rhein-Pfalz-Kreis im Stadtgebiet zwei Bahnstationen

Durch das Kreisgebiet führen die Bundesautobahnen 6 (Saarbrücken–Mannheim), 61 (Speyer–Koblenz), 65 (Karlsruhe–Ludwigshafen) und 650 (Bad Dürkheim–Ludwigshafen). Ferner durchziehen mehrere Bundesstraßen und Kreisstraßen das Kreisgebiet, darunter die B 9 (Wörth am Rhein–Kleve), sowie als Schifffahrtsweg der Rhein.
Das Gebiet des Kreises ist auch relativ gut durch Schienenstrecken erschlossen. Im Kreisgebiet liegen sechs Stationen der S-Bahn RheinNeckar.

### Bildung
Der Kreis beherbergt die größte Kreisvolkshochschule von Rheinland-Pfalz. Außerdem gibt es eine Kreismusikschule, zwei Gymnasien, eine Integrierte Gesamtschule und drei Realschulen.

## Kultur und Freizeit

### Sport
Für den Breitensport stehen vier Hallenbäder, Badeseen und weitere Sportstätten bis zum Golfpark Kurpfalz (bei Limburgerhof) zur Verfügung.
Zu den herausragenden Sportvereinen gehören die Ringer vom VfK Schifferstadt und die Gewichtheber vom AC Mutterstadt.

### Camping
In den Rheinauen befindet sich das mit 123 Hektar Fläche umfangreichste Campinggebiet Deutschlands. Nahezu 5000 Stellplätze für Wohnwagen sind dauerhaft vermietet.

## Städte und Gemeinden
(Einwohner am 31. Dezember 2024)
Verbandsfreie Gemeinden/Städte
| Bobenheim-Roxheim    | 10.045 Einwohner | 20,5 km² |
| Böhl-Iggelheim       | 10.645 Einwohner | 32,8 km² |
| Limburgerhof         | 11.684 Einwohner | 09,0 km² |
| Mutterstadt          | 13.403 Einwohner | 20,5 km² |
| Schifferstadt, Stadt | 21.387 Einwohner | 28,0 km² |

Verbandsgemeinden mit ihren verbandsangehörigen Gemeinden
(Die Sitze der Verbandsgemeinden sind mit * markiert)
| Verbandsgemeinde Dannstadt-Schauernheim | 13.442 Einwohner | 33,2 km² |
| --------------------------------------- | ---------------- | -------- |
| Dannstadt-Schauernheim *                | 7487 Einwohner   | 15,3 km² |
| Hochdorf-Assenheim                      | 3068 Einwohner   | 9,7 km²  |
| Rödersheim-Gronau                       | 2887 Einwohner   | 8,2 km²  |
| Verbandsgemeinde Lambsheim- Heßheim     | 17.052 Einwohner | 37,7 km² |
| Beindersheim                            | 3451 Einwohner   | 5,7 km²  |
| Großniedesheim                          | 1391 Einwohner   | 3,8 km²  |
| Heßheim                                 | 3089 Einwohner   | 5,8 km²  |
| Heuchelheim bei Frankenthal             | 1287 Einwohner   | 5,8 km²  |
| Kleinniedesheim                         | 0923 Einwohner   | 3,9 km²  |
| Lambsheim *                             | 6911 Einwohner   | 12,8 km² |
| Verbandsgemeinde Maxdorf                | 12.765 Einwohner | 16,9 km² |
| Birkenheide                             | 3146 Einwohner   | 2,9 km²  |
| Fußgönheim                              | 2544 Einwohner   | 6,7 km²  |
| Maxdorf *                               | 7075 Einwohner   | 7,4 km²  |
| Verbandsgemeinde Rheinauen              | 23.917 Einwohner | 51,3 km² |
| Altrip                                  | 7648 Einwohner   | 10,5 km² |
| Neuhofen                                | 6946 Einwohner   | 12,3 km² |
| Otterstadt                              | 3307 Einwohner   | 15,6 km² |
| Waldsee *                               | 6016 Einwohner   | 12,9 km² |
| Verbandsgemeinde Römerberg-Dudenhofen   | 21.542 Einwohner | 55 km²   |
| Dudenhofen *                            | 6054 Einwohner   | 13 km²   |
| Hanhofen                                | 2624 Einwohner   | 5,8 km²  |
| Harthausen                              | 3230 Einwohner   | 8,4 km²  |
| Römerberg                               | 9634 Einwohner   | 27,9 km² |

Ehemalige Gemeinden
- Alsheim-Gronau, am 7. Juni 1969 zu Rödersheim-Gronau
- Assenheim, am 7. Juni 1969 zu Hochdorf-Assenheim
- Böhl, am 7. Juni 1969 zu Böhl-Iggelheim
- Dannstadt, am 7. Juni 1969 zu Dannstadt-Schauernheim
- Hochdorf, am 7. Juni 1969 zu Hochdorf-Assenheim
- Iggelheim, am 7. Juni 1969 zu Böhl-Iggelheim
- Maudach, am 1. April 1938 zu Ludwigshafen
- Oggersheim, am 1. April 1938 zu Ludwigshafen
- Rheingönheim, am 1. April 1938 zu Ludwigshafen
- Ruchheim, am 16. März 1974 zu Ludwigshafen
- Schauernheim, am 7. Juni 1969 zu Dannstadt-Schauernheim

Siehe auch
- Zu Listen zu dem Begriff „Gebietsveränderungen“ siehe den Artikel Gebietsreformen in Rheinland-Pfalz.
- Gemeinden und Gemeindeteile: Liste der Orte im Rhein-Pfalz-Kreis

## Kfz-Kennzeichen
Am 1. Juli 1956 wurde dem Landkreis Ludwigshafen am Rhein bei der Einführung der bis heute gültigen Kfz-Kennzeichen das Unterscheidungszeichen LU zugewiesen. Es wird in der kreisfreien Stadt Ludwigshafen am Rhein durchgängig bis heute ausgegeben. Für den Landkreis hingegen gilt seit dem 27. Juli 2005 das neue Unterscheidungszeichen RP.